# Elevador de varilla minero

El funcionamiento de un motor elevador de doble efecto

Un elevador de varilla minero es un mecanismo de plataformas móviles y estacionarias, instalado en las minas para facilitar el traslado de los mineros hacia y desde los niveles de trabajo. Fue inventado en Alemania en el siglo XIX, convirtiéndose en una característica reseñable de las minas de estaño y cobre de Cornualles hasta principios del siglo XX. 

## Historia

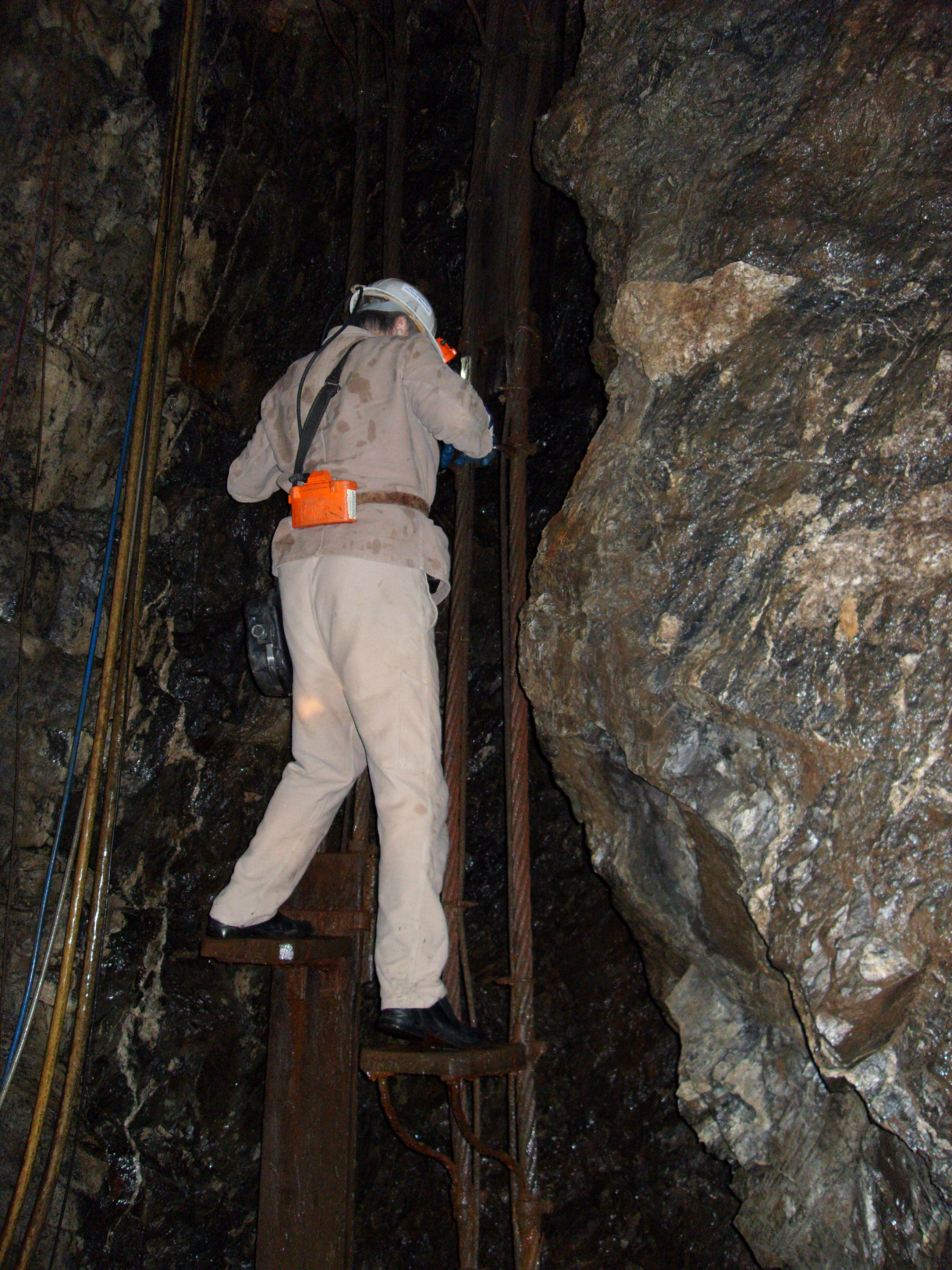
Elevador de barras (1837) en Samson Pit, en la Baja Sajonia, Alemania

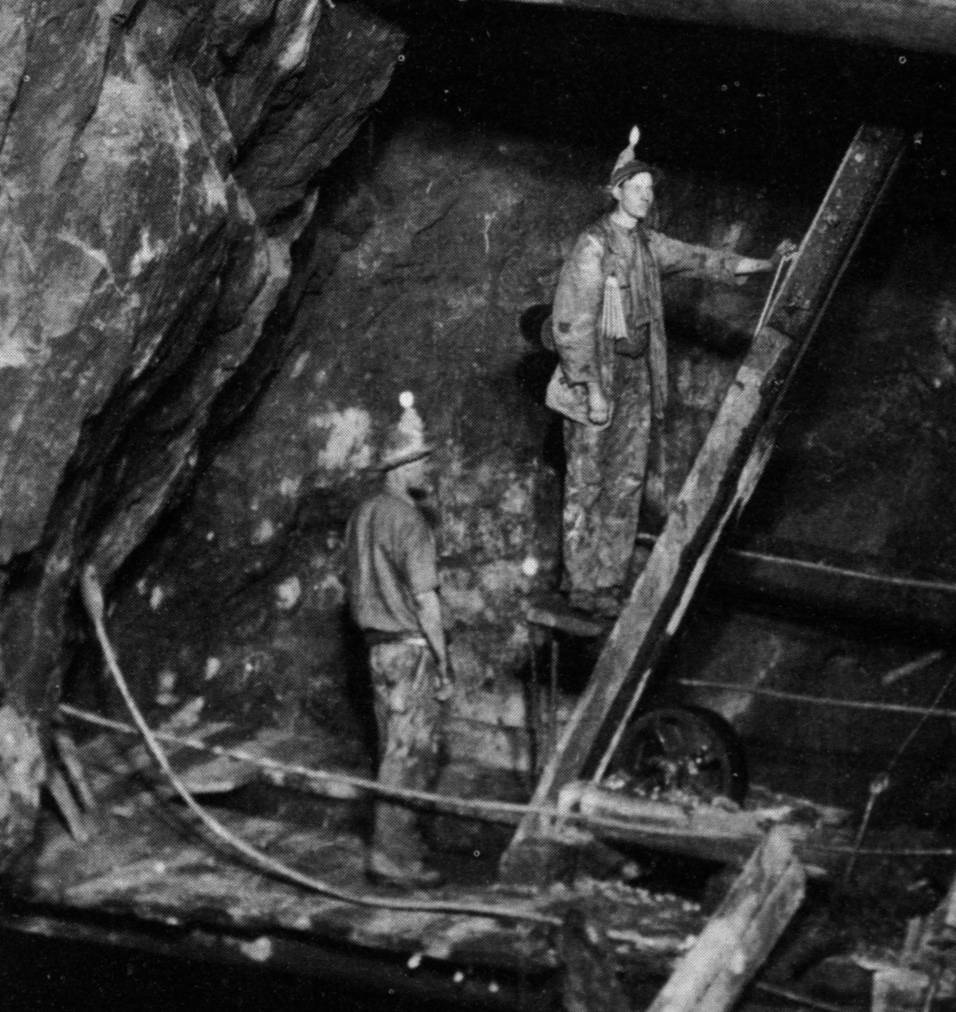
Sección subterránea del motor elevador en la mina Dolcoath, Cornualles

Los primeros ejemplos conocidos de este dispositivo datan de la primera mitad del siglo XIX en el área de minería de la plata en las montañas de Harz, en Alemania, donde eran impulsados por sistemas mecánicos conectados a ruedas hidráulicas, aunque los polipastos de cangilones ("Hakenkunst") se habían usado con el mismo método de operación en las minas de hierro suecas desde el siglo XVII. Parece ser que evolucionaron a partir de una modificación de las bombas de varilla, en las que los mineros fijaban clavos en las varillas de las bombas de madera para salir de los pozos. Como estas bombas eran universales en las minas profundas, construir plataformas apropiadas para transportar a los mineros fue un paso casi inmediato. El primer motor de este tipo se instaló en 1833 en una mina en Clausthal, Baja Sajonia, donde el inspector Wilhelm Albert y el gerente Georg Dörell sujetaron las plataformas a las varillas de dos bombas recíprocas adyacentes impulsadas por una rueda hidráulica, que se había dejado de usar cuando se instaló un nuevo drenaje en un nivel inferior. El motor del pozo Samson en Sankt Andreasberg, situado en la misma región y que data de 1837, todavía está en uso, aunque se dotó de impulsión eléctrica en 1922.
El dispositivo fue introducido en Cornualles en enero de 1842, después de que la Sociedad Politécnica Real de Cornualles otorgara un premio al mejor diseño. El ganador, Michael Loam, construyó uno para los propietarios de la mina Tresavean, en Lanner, cerca de Redruth. Utilizó un diseño de doble barra, impulsado por una rueda hidráulica. En octubre de ese año, Loam propuso que la rueda de agua fuera reemplazada por una máquina de vapor. Se empleó una máquina de vapor de doble acción de 36 pulgadas de diámetro y 6 pies de carrera, mediante un engranaje recto de reducción de 5:1. Al mismo tiempo, la carrera de las vigas hombre-motor se incrementó de 6 pies a 12. El consumo de carbón era de 24 quintales (1200 kg) por día; el motor estaba en uso solo durante seis horas al día, pero la caldera se mantenía a la temperatura de funcionamiento continuamente. El tiempo de viaje de los mineros (en cualquier dirección) se redujo de aproximadamente una hora a veinticuatro minutos y la producción por turno aumentó en un quinto.
A finales de siglo, se instalaron más de una docena de estos motores en las minas de Cornualles, pero por lo general eran del tipo de una sola varilla, que se consideraba más seguro en su uso. Cuando los tornos con cable motorizados estuvieron disponibles, los motores elevadores todavía continuaron en uso, particularmente en los casos en los que el eje de la mina no era verdaderamente vertical y las jaulas suspendidas no podían usarse. Disponiendo unos pocos rodillos bien colocados, y "defensas" montadas en muñones, las varillas podrían alcanzar el fondo de un pozo incluso con desviaciones sustanciales respecto a la vertical. La economía también jugaba un papel importante: las varillas necesarias para el bombeo podían utilizarse para esta función adicional a un costo reducido. Incluso cuando se usaban vagonetas o cestas en tales ejes, la posibilidad de volcar los hacía poco prácticos para transportar hombres.

## Funcionamiento
En los ejemplos de Cornualles, la potencia motriz era suministrada por ruedas hidráulicas, o por una de las máquinas de vapor de la mina. La máquina de vapor o la rueda hidráulica se unian a una serie de bielas, conocidas como "varillas", unidas entre sí y llegando al fondo del eje de la mina. Estas barras a su vez estaban dispuestas de forma que estaban dotadas de un movimiento alternativo, de doce a quince pies (tres a cinco metros) de recorrido. Pequeñas plataformas de pie estaban unidas a las varillas a la misma distancia que la carrera del motor, y las plataformas fijas se situaban en las paredes del pozo, separadas para coincidir con las posiciones superior e inferior de cada una de las plataformas móviles. Las plataformas móviles a menudo eran pequeñas, típicamente de 12 pulgadas (30,5 cm) cuadradas, para hacer que el minero se parara cerca de la línea central de la barra y así mantener una distancia segura de los lados del pozo. Por la misma razón, se instalaban asas de agarre directamente encima de cada una. Para subir o bajar, el minero se subía a una plataforma móvil y se dejaba llevar a la siguiente plataforma fija, donde se bajaba y esperaba. Al final de la siguiente carrera del motor, la siguiente plataforma móvil se alineaba con la fija, y se podía repetir el proceso. Los mineros podían ascender y descender al mismo tiempo: la pausa en el punto de cambio duraba el tiempo suficiente como para que dos hombres cambiaran de lugar. Se instalaron contrapesos, grandes cajas llenas de piedras unidas a través de vigas horizontales en balancín, para evitar que todo el peso del eje y de los hombres se apoyara en la articulación superior. En las minas más profundas, que podían descender a más de 350 brazas (640 metros), se disponían contrapesos adicionales a intervalos regulares, situados en galerías laterales horizontales.
En una variante común, se utilizaban dos varillas, una en su carrera ascendente mientras que la otra descendía. El minero, aprovechando el cambio de dirección, saltaba de una a otra, en lugar de esperar en un descansillo fijo.
Se descubrió que las máquinas de balancín eran menos adecuadas que las máquinas de vapor rotativas, debido al tirón experimentado cuando el pistón cambiaba de dirección, y en Cornualles solo se accionó con este tipo de motor el elevador de Wheal Reeth, Godolphin, donde se convirtió un motor de bombeo para este nuevo uso utilizando un pistón que actuaba directamente sobre las varillas. Cuando no estaba en uso para el elevador, el motor rotativo presentaba la ventaja de que también podía usarse para impulsar un cabrestante.

## Seguridad

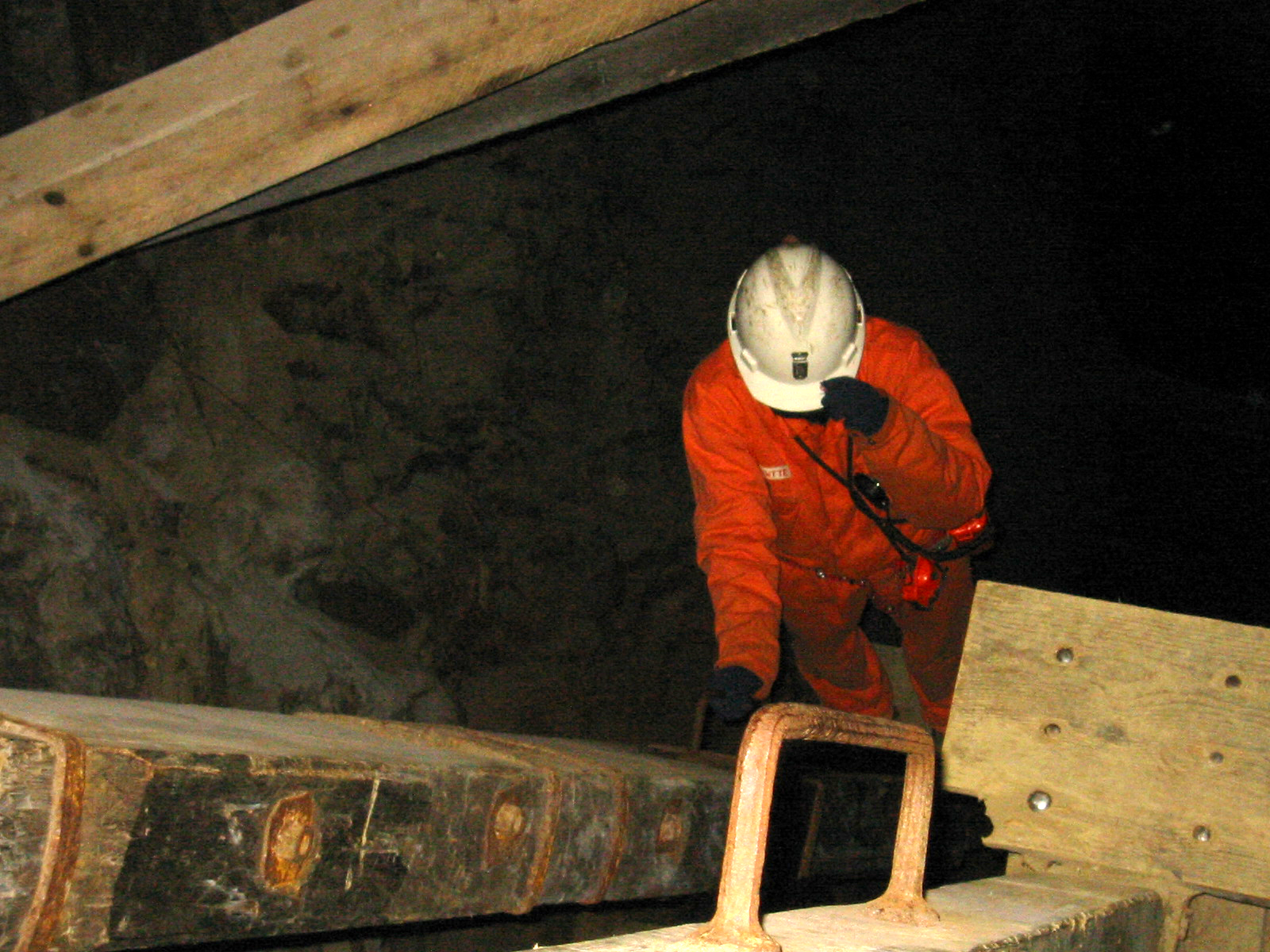
Motor de doble barra instalado en el Kongens Gruve, Kongsberg, Noruega

Los mineros usaban estos dispositivos sin dudarlo, ya que su salario no se contabilizaba hasta que llegaban a su lugar de trabajo subterráneo. Los estudios de seguridad contemporáneos concluyeron que, aunque intrínsecamente peligroso, el uso de un elevador de varillas era en la práctica más seguro que subir escaleras largas: era menos difícil subir al final de un turno extenuante que subir por una escalera y correr el riesgo de caerse debido al agotamiento. En algunas minas, particularmente en Alemania, se instalaron cuñas o collares colocados justo por encima de los rodillos ajustados, o cadenas, para limitar cualquier caída en caso de rotura.

### Accidente en la mina Levant
En la tarde del 20 de octubre de 1919, se produjo un accidente en el elevador de barras de la mina Levant, St Just, Cornwall. Más de 100 mineros estaban siendo elevados a la superficie cuando se rompió un soporte de metal en la parte superior de la barra. Las pesadas vigas cayeron por el pozo, llevándose las plataformas laterales con ellas, y murieron 31 hombres. El elevador no fue reemplazado y los niveles más bajos de la mina fueron abandonados.